# Elecciones municipales del Callao de 2010
Las elecciones municipales del Callao de 2010 se llevaron a cabo el 3 de octubre de 2010 para elegir al alcalde y al Concejo Provincial del Callao. La elección se celebró simultáneamente con elecciones regionales y municipales (provinciales y distritales) en todo el Perú.

## Sistema electoral
La Municipalidad Provincial del Callao es el órgano administrativo y de gobierno de la Provincia Constitucional del Callao. Está compuesta por el alcalde y el Concejo Provincial.
La votación del alcalde y el concejo se realiza en base al sufragio universal, que comprende a todos los ciudadanos nacionales y no nacionales mayores de dieciocho años, empadronados y residentes en la provincia del Callao y en pleno goce de sus derechos políticos.
El Concejo Provincial del Callao está compuesto por 15 regidores elegidos por sufragio directo para un período de cuatro (4) años, en forma conjunta con la elección del alcalde (quien lo preside). La votación es por lista cerrada y bloqueada. Se asigna a la lista ganadora los escaños según el método d'Hondt o la mitad más uno, lo que más le favorezca.

## Composición del Concejo Provincial del Callao
La siguiente tabla muestra la composición del Concejo Provincial del Callao antes de las elecciones.
| Partidos | Partidos                                 | Regidores |
| -------- | ---------------------------------------- | --------- |
|          | Movimiento Independiente Chim Pum Callao | 9         |
|          | Movimiento Amplio Regional Callao        | 3         |
|          | Partido Aprista Peruano                  | 2         |
|          | Mi Callao                                | 1         |

## Partidos y candidatos
A continuación se muestra una lista de los principales partidos y alianzas electorales que participaron en las elecciones:
| Candidatura | Candidatura     | Partidos y alianzas | Candidatos | Candidatos                        | Ideología                                                          | Resultado previo | Resultado previo | Ref. |
| Candidatura | Candidatura     | Partidos y alianzas | Candidatos | Candidatos                        | Ideología                                                          | Votos (%)        | Reg.             | Ref. |
| ----------- | --------------- | --- | ---------- | --------------------------------- | ------------------------------------------------------------------ | ---------------- | ---------------- | ---- |
|             | Chim Pum Callao | Lista - Movimiento Independiente Chim Pum Callao (Chim Pum Callao)                                                     |            | Juan Sotomayor García             | Regionalismo chalaco                                               | 48.92%           | 9                |      |
|             | MAR Callao      | Lista - MAR Callao (MAR Callao–PPC) – Partido Popular Cristiano (PPC) – Movimiento Amplio Regional Callao (MAR Callao) |            | Fernando García Huby              | Regionalismo chalaco Democracia cristiana Conservadurismo social   | 19.33%           | 3                |      |
|             | APRA            | Lista - Partido Aprista Peruano (APRA)                                                                                 |            | César Peña Abregu                 | Aprismo                                                            | 11.51%           | 2                |      |
|             | Mi Callao       | Lista - Mi Callao (Mi Callao)                                                                                          |            | Enrique Wong Pujada               | Regionalismo chalaco                                               | 6.01%            | 1                |      |
|             | SP              | Lista - Somos Perú (SP)                                                                                                |            | Ricardo Moreno Zavala             | Democracia cristiana Conservadurismo social                        | 0.78%            | 0                |      |
|             | AP              | Lista - Acción Popular (AP)                                                                                            |            | María Castillo Carrión            | Humanismo Nacionalismo cívico Reformismo                           | Nuevo            | Nuevo            |      |
|             | PP              | Lista - Perú Posible (PP)                                                                                              |            | Roberto Solís Carrillo            | Socioliberalismo Democracia liberal Tercera vía                    | Nuevo            | Nuevo            |      |
|             | APP             | Lista - Alianza para el Progreso (APP)                                                                                 |            | María Fernández Gómez de Gonzales | Liberalismo económico Conservadurismo liberal Populismo de derecha | Nuevo            | Nuevo            |      |
|             | FN              | Lista - Fuerza Nacional (FN)                                                                                           |            | Julián Luyo Rodríguez             | Conservadurismo social Liberalismo económico                       | Nuevo            | Nuevo            |      |
|             | FDP             | Lista - Fonavistas del Perú (DD)                                                                                       |            | Antonio Gonzales Vargas           | Socialismo Nacionalismo de izquierda Ecologismo                    | Nuevo            | Nuevo            |      |
|             | ADUANEC         | Lista - ADUANEC (ADUANEC)                                                                                              |            | Wilfredo Prado Palomino           | Regionalismo chalaco                                               | Nuevo            | Nuevo            |      |
|             | Nuevo Callao    | Lista - Nuevo Callao (Nuevo Callao)                                                                                    |            | Marco Melosevich Gonzales         | Regionalismo chalaco                                               | Nuevo            | Nuevo            |      |

## Sondeos de opinión
La siguiente tabla enumera las estimaciones de la intención de voto en orden cronológico inverso, mostrando las más recientes primero y utilizando las fechas en las que se realizó el trabajo de campo de la encuesta. Cuando se desconocen las fechas del trabajo de campo, se proporciona la fecha de publicación.

### Intención de voto
La siguiente tabla enumera las estimaciones ponderadas (sin incluir votos en blanco y nulos) de la intención de voto.
|                                |            |   |      |      |      |     |     |      |  |  |
| Elecciones municipales de 2010 | 3 oct 2010 | — | 47.1 | 22.9 | 10.9 | 4.7 | 2.8 | 24.2 |  |  |
|                                |            |   |      |      |      |     |     |      |  |  |
| Ipsos Apoyo/América            | 3 oct 2010 | ? | 53.5 | 21.9 | –    | –   | –   | 31.6 |  |  |

## Resultados

### Sumario general
| |                                                            |              |              |              |           |           |  |  |
| Partidos y coaliciones | Partidos y coaliciones                                     | Voto popular | Voto popular | Voto popular | Regidores | Regidores |  |  |
| Partidos y coaliciones | Partidos y coaliciones                                     | Votos        | %            | ±pp          | Total     | +/−       |  |  |
| | Movimiento Independiente Chim Pum Callao (Chim Pum Callao) | 226,608      | 47.07        | –1.85        | 9         | ±0        |  |  |
| | MAR Callao (MAR Callao–PPC)                                | 110,381      | 22.93        | +3.60        | 4         | +1        |  |  |
| | Mi Callao (Mi Callao)                                      | 52,301       | 10.86        | +4.85        | 2         | +1        |  |  |
| | Partido Aprista Peruano (APRA)                             | 22,721       | 4.72         | –6.79        | 0         | –2        |  |  |
| | Fonavistas del Perú (FDP)                                  | 13,670       | 2.84         | Nuevo        | 0         | ±0        |  |  |
| | Nuevo Callao (Nuevo Callao)                                | 13,179       | 2.74         | Nuevo        | 0         | ±0        |  |  |
| | Perú Posible (PP)                                          | 13,156       | 2.73         | n/a          | 0         | ±0        |  |  |
| | ADUANEC (ADUANEC)                                          | 11,505       | 2.39         | Nuevo        | 0         | ±0        |  |  |
| | Somos Perú (SP)                                            | 5,460        | 1.13         | +0.35        | 0         | ±0        |  |  |
| | Fuerza Nacional (FN)                                       | 5,214        | 1.08         | Nuevo        | 0         | ±0        |  |  |
| | Acción Popular (AP)                                        | 4,039        | 0.84         | n/a          | 0         | ±0        |  |  |
| | Alianza para el Progreso (APP)                             | 3,144        | 0.65         | Nuevo        | 0         | ±0        |  |  |
| |                                                            |              |              |              |           |           |  |  |
| Total | Total                                                      | 481,378      |              |              | 15        | ±0        |  |  |
| |                                                            |              |              |              |           |           |  |  |
| Votos válidos | Votos válidos                                              | 481,378      | 86.27        | –0.64        |           |           |  |  |
| Votos en blanco | Votos en blanco                                            | 29,991       | 5.37         | –0.74        |           |           |  |  |
| Votos nulos | Votos nulos                                                | 46,616       | 8.35         | +1.38        |           |           |  |  |
| Votos emitidos | Votos emitidos                                             | 557,985      | 87.06        | –0.99        |           |           |  |  |
| Abstenciones | Abstenciones                                               | 82,969       | 12.94        | +0.99        |           |           |  |  |
| Votantes registrados | Votantes registrados                                       | 640,954      |              |              |           |           |  |  |
| |                                                            |              |              |              |           |           |  |  |
| Fuente: |                                                            |              |              |              |           |           |  |  |
| Notas al pie: 1 Comparado con los resultados de Movimiento Amplio Regional Callao (MAR Callao) en las elecciones de 2006. |                                                            |              |              |              |           |           |  |  |
| Notas al pie: |                                                            |              |              |              |           |           |  |  |
| 1 Comparado con los resultados de Movimiento Amplio Regional Callao (MAR Callao) en las elecciones de 2006.               |                                                            |              |              |              |           |           |  |  |

## Elecciones municipales distritales

### Resultados por distrito
La siguiente tabla enumera el control de los distritos de la provincia del Callao. El cambio de mando de una organización política se resalta del color de ese partido.
| Distrito                   | Alcalde(sa) titular    | Partido político | Partido político | Alcalde(sa) electo(a)   | Partido político | Partido político |
| -------------------------- | ---------------------- | ---------------- | ---------------- | ----------------------- | ---------------- | ---------------- |
| Bellavista                 | Juan Sotomayor García  |                  | Chim Pum Callao  | Iván Rivadeneyra Medina |                  | Chim Pum Callao  |
| Carmen de La Legua-Reynoso | Juan Gavilano Ramírez  |                  | Chim Pum Callao  | Daniel Lecca Rubio      |                  | ADUANEC          |
| La Perla                   | Pedro López Barrios    |                  | Mi Callao        | Pedro López Barrios     |                  | Mi Callao        |
| La Punta                   | Wilfredo Duharte Gadea |                  | Viva La Punta    | Pío Salazar Villarán    |                  | Chim Pum Callao  |
| Ventanilla                 | Omar Marcos Arteaga    |                  | Chim Pum Callao  | Omar Marcos Arteaga     |                  | Chim Pum Callao  |